# بوگولما
شهر بوگولما (به روسی: Бугульма) در کشور روسیه و در جمهوری تاتارستان واقع شده‌است.